# 안축 (고려)
안축 (安軸, 1282년 ~ 1348년) 은 고려의 학자이다. 자는 당지, 호는 근재, 본관은 순흥이다. 충숙왕 때 원나라의 과거에 급제하여 벼슬이 내려졌으나 가지 않았고, 우리나라의 성균학정을 거쳐 우사의 대부에 이르렀다. 충혜왕 때 안렴사로 있을 당시 <관동와주>를 지었다. 그 후 충목왕 때 감춘추관사까지 승진하여 충렬왕·충선왕·충숙왕의 실록을 편찬하였으며, 경기체가인 <관동별곡>, <죽계별곡>을 남겨 그 이름이 높았다. 저서로 《근재집》, 《한림별곡》등이 있다.

## 같이 보기
- 안축 근재집 목판